# Cercyon luniger
Cercyon luniger är en skalbaggsart som beskrevs av Mannerheim 1853. Cercyon luniger ingår i släktet Cercyon och familjen palpbaggar. Inga underarter finns listade i Catalogue of Life.